# 48/49
48/49 je debutové album německé punkové kapely Beatsteaks, které bylo natočeno v listopadu 1996 a vyšlo v únoru následujícího roku. Po vydání této desky podepsala kapela smlouvu s americkým prestižním labelem Epitaph, u kterého vyšly další nahrávky.

## Seznam písní
1. "Unminded" – 2:35
2. "Fragen "– 3:08
3. "Why You Not…"– 2:34
4. "Different Ways" – 3:22
5. "48/49" – 2:49
6. "Fool" – 1:53
7. "Schlecht" – 1:49
8. "Me Against the World" – 2:54
9. "Indifferent" – 4:22
10. "Bafrau" – 2:49
11. "Disillusion" – 20:31

- 12 píseň obsahuje i takzvaný hidden track, neboli skrytou píseň

## Složení
- Arnim Teutoburg-Weiß – zpěv, kytara
- Peter Baumann – kytara
- Bernd Kutzke – kytara
- Alexander Roßwaag – baskytara
- Steffi – bicí